# ティラナ州
ティラナ州（アルバニア語: Qarku i Tiranës、英語: Tiranë County）は、アルバニアの州である。州都はアルバニアの首都・ティラナ。面積は1,652.71平方キロメートル、人口は811,388人（2008年)。アドリア海に面した海岸線を持ち、ドゥラス州・ディブラ州・エルバサン州・フィエル州と州境を接している。

## 関連項目

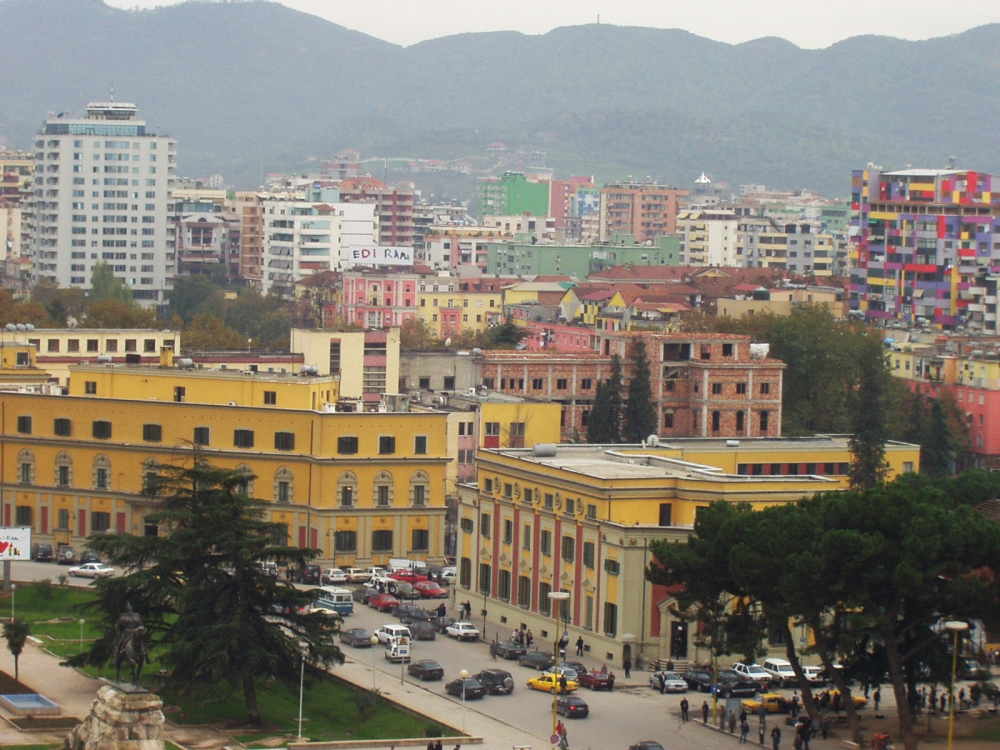
ティラナ市（2003年）

## 下部行政区画
- ティラナ県
- カヴァヤ県